# Heinrich von Gleichen-Russwurm
Heinrich von Gleichen-Russwurm, född 14 juli 1882 i Dessau, död 29 juli 1959 i Göttingen, var en tysk politisk författare.
Heinrich von Gleichen-Russwurm blev efter första världskriget en drivande kraft i flera ultrakonservativa sammanslutningar och var en av grundarna av den tysknationella Deutscher Herrenklub. Efter nationalsocialismens genombrott 1933 upphörde Gleichen-Russwurms politiska verksamhet.